# Richard Schmidt (canottiere)
Richard Schmidt (Ulma, 23 maggio 1987) è un canottiere tedesco, vincitore della medaglia d'oro nell'8 con a Londra 2012.

## Palmarès
- Giochi olimpici

Londra 2012: oro nell'8.
Rio de Janeiro 2016: argento nell'8.
Tokyo 2020: argento nell'8.
- Mondiali

Poznan 2009: oro nell'8.
Lake Karapiro 2010: oro nell'8.
Bled 2011: oro nell'8.
Chungju 2013: argento nell'8.
Amsterdam 2014: argento nell'8.
Aiguebelette-le-Lac 2015: argento nell'8.
Sarasota 2017: oro nell'8.
Plovdiv 2018: oro nell'8.
Linz-Ottensheim 2019: oro nell'8.
- Europei

Belgrado 2014: oro nell'8.
Račice 2017: oro nell'8.
Glasgow 2018: oro nell'8.
Lucerna 2019: oro nell'8.
Poznań 2020: oro nell'8.